# Eric Buchman
Eric Buchman (* 11. September 1979 in Brooklyn, New York City, New York) ist ein professioneller US-amerikanischer Pokerspieler. Er ist zweifacher Braceletgewinner der World Series of Poker.

## Persönliches
Buchman lebt in Valley Stream im US-Bundesstaat New York.

## Pokerkarriere

### Werdegang
Seine erste Geldplatzierung bei einem Live-Turnier erzielte Buchman Anfang Dezember 2002 in Atlantic City. Anfang April 2004 gewann er das New England Poker Classic in Mashantucket mit einer Siegprämie von über 275.000 US-Dollar. Im Mai 2004 war der Amerikaner erstmals bei der World Series of Poker (WSOP) im Rio All-Suite Hotel and Casino am Las Vegas Strip erfolgreich und kam bei einem Shootout-Turnier in der Variante Limit Hold’em ins Geld. 2006 erreichte er erstmals einen WSOP-Finaltisch und beendete ein Event in Limit Hold’em auf dem zweiten Platz für knapp 175.000 US-Dollar Preisgeld. Im Main Event belegte Buchman im selben Jahr den 114. Platz von 8773 Spielern für rund 50.000 US-Dollar. Mitte Dezember 2007 verpasste er nur knapp den Gewinn eines Rings bei einem Circuitturnier der WSOP und landete in Atlantic City hinter John Racener auf dem zweiten Platz. Bei der WSOP 2009 erreichte der Amerikaner im Main Event mit dem zweitgrößten Chipstack den Finaltisch, der im November 2009 ausgespielt wurde. Der im Vorfeld als Geheimfavorit gehandelte Buchman beendete das Turnier auf dem vierten Platz für ein Preisgeld von über 2,5 Millionen US-Dollar. Mitte Juni 2010 sicherte er sich mit dem Gewinn eines Events in Limit Hold’em sein erstes Bracelet sowie eine Siegprämie von über 200.000 US-Dollar. Ein Jahr später belegte er bei einem WSOP-Event in der gemischten Variante 8-Game den zweiten Platz für rund 170.000 US-Dollar Preisgeld. Bei der WSOP 2014 gewann der Amerikaner ein Event in Seven Card Stud und erhielt dafür sein zweites Bracelet sowie knapp 120.000 US-Dollar Siegprämie. Seitdem blieben größere Turniererfolge aus.
Insgesamt hat sich Buchman mit Poker bei Live-Turnieren knapp 4,5 Millionen US-Dollar erspielt.

### Braceletübersicht
Buchman kam bei der WSOP 31-mal ins Geld und gewann zwei Bracelets:
| Jahr | Buy-in (in $) | Turnier         | Teilnehmer | Preisgeld (in $) |
| ---- | ------------- | --------------- | ---------- | ---------------- |
| 2010 | 2000          | Limit Hold’em   | 476        | 203.607          |
| 2014 | 1500          | Seven Card Stud | 345        | 118.785          |